# Felgueiras
Felgueiras és un municipi portuguès, situat al districte de Porto, a la regió del Nord i a la Subregió del Tâmega. L'any 2006 tenia 58.922 habitants. Es divideix en 32 freguesies. Limita al nord amb Fafe, al nord-est amb Celorico de Basto, al sud-est amb Amarante, al sud-oest amb Lousada i al nord-oest amb Vizela i Guimarães.

## Població
| Població del concelho de Felgueiras (1801 – 2004) | Població del concelho de Felgueiras (1801 – 2004) | Població del concelho de Felgueiras (1801 – 2004) | Població del concelho de Felgueiras (1801 – 2004) | Població del concelho de Felgueiras (1801 – 2004) | Població del concelho de Felgueiras (1801 – 2004) | Població del concelho de Felgueiras (1801 – 2004) | Població del concelho de Felgueiras (1801 – 2004) | Població del concelho de Felgueiras (1801 – 2004) |
| ------------------------------------------------- | ------------------------------------------------- | ------------------------------------------------- | ------------------------------------------------- | ------------------------------------------------- | ------------------------------------------------- | ------------------------------------------------- | ------------------------------------------------- | ------------------------------------------------- |
| 1801                                              | 1849                                              | 1900                                              | 1930                                              | 1960                                              | 1981                                              | 1991                                              | 2001                                              | 2004                                              |
| 11413                                             | 15614                                             | 22973                                             | 25424                                             | 38895                                             | 48015                                             | 51248                                             | 57595                                             | 58553                                             |

## Freguesies
- Aião
- Airães
- Borba de Godim
- Caramos
- Friande
- Idães
- Jugueiros
- Lagares
- Lordelo
- Macieira da Lixa
- Margaride (Felgueiras)
- Moure
- Pedreira
- Penacova
- Pinheiro
- Pombeiro da Ribavizela
- Rande
- Refontoura
- Regilde
- Revinhade
- Santão
- São Jorge de Vizela
- Sendim
- Sernande
- Sousa
- Torrados
- Unhão
- Várzea
- Varziela
- Vila Cova da Lixa
- Vila Fria
- Vila Verde